# Neuroleon (Neuroleon) ducorpsi
Neuroleon (Neuroleon) ducorpsi is een insect uit de familie van de mierenleeuwen (Myrmeleontidae), die tot de orde netvleugeligen (Neuroptera) behoort. 
Neuroleon (Neuroleon) ducorpsi is voor het eerst wetenschappelijk beschreven door Navás in 1914.